# Sophie Karsten
Pour les articles homonymes, voir Karsten.
Sophie Hedvig Karsten est une musicienne et danseuse suédoise née le 3 septembre 1783 et morte le 25 février 1862 à Paris.

## Biographie
Fille de Christoffer Christian Karsten (en) et de Sophie Stebnowska (en), Sophie Karsten est la sœur de Elisabeth Charlotta Karsten. Les deux sœurs s’adonnent à la peinture et exposent ensemble au début des années 1800. Elle danse au Ballet royal suédois. Sophie apprend également la harpe que pratique aussi sa mère.
Elle épouse Filippo Taglioni, dont elle a plusieurs enfants notamment Marie Taglioni et deux garçons, Gustave et Paul. Dans les années 1810, le couple Taglioni vit séparé en raison des obligations professionnelles de Filippo Taglioni, et Sophie Karsten habite à Paris avec leurs enfants. Elle y travaille comme professeur particulier de harpe et s’occupe de la formation de sa fille Marie (même si cette contribution est parfois ramenée à une activité de costumière). 